# Horace Barnes
Horace Barnes (Sheffield, 3 gennaio 1891 – Clayton, 12 settembre 1961) è stato un calciatore inglese, di ruolo attaccante.

## Biografia
Durante la Prima Guerra Mondiale, ha lavorato nella creazione delle munizioni e ha servito la Royal Artillery.

## Caratteristiche tecniche
Era un centravanti.

## Carriera

### Giocatore

#### Derby County
Iniziò a giocare a calcio nel Wadsley Bridge. Nel 1908 Jimmy Methven ingaggiò Horace per il Derby County. Qui, Barnes segnerà 76 gol in 166 apparizioni, diventando uno degli attaccanti più temuti del panorama calcistico inglese.

#### Manchester City
Nel 1914 il Manchester CIty lo acquistò per 2.500 sterline. Nella sua prima stagione con i Citizens, Barnes collezionò 25 presenze e 12 gol, aiutando la squadra a raggiungere il quinto posto nella First Division. Barnes segnò il suo primo gol contro il Bradford CIty, in un sontuoso 4-1. Dopo la Prima Guerra Mondiale, nella stagione 1919-20 segnò 23 gol con il City, divenendone il capocannoniere.
Nel 1924-25 si verificò l'ultima stagione di Barnes con il Manchester City. Raccolse 14 presenze con 8 gol, segnando l'ultimo gol in un 1-1 contro l'Huddersfield Town.

#### Preston North End
Barnes si trasferì al Preston North End nel novembre del 1924, e segnò il suo primo gol al debutto contro il Nottingham Forest. Nella prima stagione fu il capocannoniere. Ciò nonostante, il club fu retrocesso in Second Division.

#### Oldham Athletic
Barnes terminò la sua carriera all'Oldham Athletic, dove si trasferì nel 1926. Con l'Oldham, collezionò 41 presenze e 16 gol.